# Acțiunea „Autobuzul”
Acțiunea „Autobuzul” a fost un atentat terorist din România care a avut loc la data de 23 august 1981.
Trei persoane – Andrei Drăgănescu, Viorel Butincu și Mircea Emil Muntean – au luat ostatici călătorii unui autobuz de navetiști cu intenția de a fugi din țară.
Cei trei teroriști aveau la ei un întreg arsenal sustras în noaptea de 22 august de la Postul de Miliție din comuna Pui: trei pistoale-mitralieră de calibru 7,62 mm cu pat rabatabil, trei pistoale de calibru 7,65 mm model 1974, șapte încărcătoare de pistol-mitralieră, dintre care șase pline cu muniție, șase încărcătoare de pistol, trei baionete, trei cuțite, o busolă, 55 cartușe de calibrul 7,65 mm și 570 cartușe de calibrul 7,62 mm.
După ce au luat ca ostatici pasagerii unui autobuz, ei s-au deplasat spre Timișoara, încercând să treacă granița. Ajunși aproape de aeroportul din Timișoara, cei trei au cerut un elicopter de la Crucea Roșie și 30.000 de dolari. Deoarece autoritățile nu le-au îndeplinit cererea, cei trei au încercat să treacă cu forța de barajul improvizat de autorități. Ca ripostă, forțele armate au tras asupra autobuzului. În total au murit șase oameni și au fost răniți alți doisprezece înainte ca teroriștii să fie capturați și arestați.
După capturare, cei trei au fost asasinați din ordinul lui Nicolae Ceaușescu. Butincu și Muntean au fost împușcați pe un câmp în noaptea următoare, iar Drăgănescu, fiind rănit, a fost sugrumat în arest după două zile. Butincu și Muntean au fost îngropați într-o groapă comună din Cimitirul Călugăreni din Deva. Familiilor celor doi nu li s-a spus niciodată unde au fost înmormântați. Drăgănescu a fost îngropat în Cimitirul Săracilor din Timișoara. Ca și în cazul celorlalți doi, nu a fost lăsat nici un indiciu, nici o urmă.
La momentul respectiv, Tudor Postelnicu era șeful Securității, iar George Homoștean era ministrul de interne, cei doi fiind anchetați ulterior, în 1991, pentru implicarea în evenimente și asasinarea celor trei.
După Revoluția din decembrie 1989, George Homoștean a fost condamnat la 14 ani de închisoare în dosarul „Autobuzul”, fiind arestat la 26 ianuarie 1993 și apoi eliberat la 15 aprilie 1994, prin amnistiere. Ulterior, prin Decretul prezidențial nr. 952 din 27 noiembrie 2002, la propunerea Ministerului Justiției, președintele Ion Iliescu i-a grațiat restul de pedeapsă rămas neexecutat. În 26 aprilie 2010, președintele Traian Băsescu l-a decorat pe Homoștean cu Ordinul Virtutea Militară în grad de Cavaler. Ulterior, aflând că Homoștean fusese condamnat, Băsescu a semnat la 21 mai 2010 un decret de retragere a decorației.